# 中国国民党绥远省党部
中国国民党绥远省党部是中国国民党在绥远省的省级党部，总部设在绥远省省会归绥市，为管理绥远省国民党党务的党部组织。该党部的前身是中国国民党绥远特别区党部，在1929年1月1日绥远建省之前负责管理绥远特别区的国民党党务。

## 历史
| 1923      | 联俄容共           |
| 1924      | 第一次全国代表大会 |
| 1925      | 成立绥远区党部     |
| 1926      |                    |
| 1927      | 清党               |
| 1927      | 北伐军占领归绥     |
| 1928      | 整理党务           |
| 1929      | 成立绥远省党部     |
| 1930–1937 |                    |
| 1938      | 日军占领归绥       |
| 1939–1944 |                    |
| 1945      | 日本投降           |
| 1946      |                    |
| 1947      | 与三青团合并       |
| 1948      |                    |
| 1949      | 解放军占领归绥     |

### 背景
中国国民党在绥远的活动最早可以追溯到民国2年（1913年）4月。在中华民国第一届国会成立后不久，国民党成为国会政党，国民党党员童尧山在孙中山的指派下自上海前往归绥发展国民党党员，吸收了许多归绥中学校的学生参加，归绥中学校长王定圻担任主任干事，其后在第一届国会的大总统选举中，王定圻投出了“袁死开”的废票而轰动一时。1916年初，因遭到袁的嫉恨，王定圻被绥远都统潘榘楹逮捕后枪毙于归化城郊。

### 第一次国共合作时期
民国13年（1924年），受五卅运动的影响，归绥有许多中学生加入了中国国民党和中国共产党。翌年3月1日，奎璧、吉雅泰、赵诚和高布泽博等国共党籍绥远代表赴北京参加国民会议促成会全国代表大会，3月下旬，随着中共三大和国民党一大先后确定国共合作方针，吉雅泰等人返回绥远，在归绥旧城的巧尔齐召设立中国共产党绥远特别区工作委员会，并对外加挂中国国民党绥远特别区党部的牌子，吉雅泰以党部执行委员的身份公开活动。是年，国民党绥远特别区党部在绥西地区的临河设治局发展了6名党员。:382-385:305
1926年1月1日，国民党二大在广州召开，李裕智等国民党员（其中部分兼有共产党籍）代表绥远党组织参加会议，9月，贾力更、王建功、高布泽博等在广州农民讲习所学习的绥远国民党左派成员和中共党员在土默特旗筹建国民党绥远特别区党部农民部，并开展农民运动。其时，绥远处于北伐战争及军阀混战时期，绥远在国民军、晋军和奉军之间数次易手。1927年2月，属于晋军势力的商震主政绥远，设立地亩清丈局意图向蒙汉农民收取土地清丈费，引起农民的反对。3月26日，中共绥远工委以国民党绥远党部名义召开会议，发动“孤魂滩事件”，将清丈局捣毁，最终商震当局被迫同意群众的条件。:385-391

### 国民党清党
早在1926年底，国民党归绥县党部在第一次党大会上就发动过针对中国共产党的清党行动:389。1927年4月，蒋介石发动政变并清党后，于6月初派遣李正才、徐保奇等人到绥远主导清党，是年秋，绥远党部的国民党成员成立清党委员会，与商震当局合作成立纠察队，开始公开镇压中共党员:306-307，12月间，张遐民、方有章、王泉、李冠五、纪子明等国民党人全面接管绥远地方党务。是年，因奉军击败晋军并占领绥远，实行“有党皆杀”的政策，国共两党的领导人先后转移出绥远，而留在绥远的国民党员在其后配合驻扎在西北地区的国民军一同发动驱奉运动，迫使奉军分批离开绥远。1928年4月，绥远党部再次发动清党，并于当年夏季整理党务，建立了党部指导委员会。:393-399

### 省党部建立后
1928年9月5日，国民党中央政治会议第153次会议批准绥远特别区改建为行省，同年10月，国民党中央任命绥远籍留学生祁志厚负责指导绥远党部的党务工作。1929年1月1日，绥远省正式成立，国民党绥远特别区党部也正式改称为绥远省党部。祁志厚到绥远任职后，将方有章等地方党员开除出党，又组织纠察队逮捕部分异见党员，引发国民党内的党务纠纷，此后，国民党绥远党部萌生出数个地方派系:399。到1930年，绥远党部大致分成了由祁志厚、焦子明、潘赵（潘秀仁和趙允義）、张敬亭等人领导的数个派系，各自在市县旗党部内拥有自己的势力。1935年，随着《何梅协定》的签订，在日军的要求下，国民党中央撤销华北各省党部，绥远省党部由此被封闭，但中央又命令各党部暗中筹设活动。1937年10月，日军攻占归绥及蒙疆联合自治政府成立后，绥远省党部基本上停止运作。:432

### 结局
1945年8月，国民政府及省政府主席傅作义率军接管绥远，但国民政府随即与中国共产党展开了争夺地盘的战争。1949年9月，随着绥远省政府主席董其武宣告起义，国民党绥远省党部彻底停止运动。:547-549